# Tadsjikisk
Tadjikisk (kyrillisk: тоҷикӣ, perso-arabisk: تاجیکی tājikī [tɔːdʒɪːˈkiː]) er en variant af farsi og er dermed et indoeuropæisk sprog hørende til satem-gruppen, undergruppen indo-iransk, iransk, vestiransk. Det er nationalsproget i Tadsjikistan og tales desuden i Usbekistan. Sproget skrives med kyrilliske bogstaver og afviger fra det persiske sprog, som tales i Iran, blandt andet ved en stor leksikalsk indflydelse fra russisk og tyrkiske (tyrkotatariske) sprog — navnlig usbekisk og turkmensk. Især usbekisk indflydelse gør sig stærkt gældende. Ofte betegnes usbekisk og tadsjikisk som en slags søstersprog, idet de begge afviger fra deres sproggruppe, hhv. vesttyrkisk og indo-iransk, ved at usbekisk et tyrkisk sprog, som er stærkt influeret af indo-iransk (f.eks. er den for tyrkiske sprog så karakteristiske vokalharmoni fraværende i usbekisk), mens tadsjikisk er et indo-iransk sprog, der er stærkt influeret af tyrkisk; denne affinitet, der er et resultat af en århundredelang symbiose mellem sprogene i hjertet af Asien, har gjort genetisk ubeslægtede sprog til strukturelt beslægtede, noget, som normalt kendetegner sprogforbund, f.eks. på Balkanhalvøen (balkansprogforbundet). På den anden side har tadsjikisk bevaret træk fra ældre persisk, vel grundet områdets isolation bag højtliggende bjerge nord for det større persiske sprogområde.

## Alfabeter
Før 1928 blev tadsjikisk skrevet med arabiske bogstaver, og efter indlemmelsen i Sovjetunionen havde tadsjikisk fra 1928-29 en periode med latinske bogstaver. Det arabiske alfabet egner sig ikke til gengivelse af indoiranske sprog, dels fordi det har en række bogstaver, som kun skelnes lydligt i semitiske sprog, dels fordi det arabiske alfabet ikke repræsenterer vokalerne, der er betydelige for dannelsen af stammer på indoeuropæiske sprog. Ved at bruge latinsk alfabet ville man derfor lette alfabetiseringen i et land, hvor kun de færreste kunne læse og skrive. Desuden ville sovjetmagten kunne trække den tadsjikiske befolkning væk fra indflydelsen fra den persiske og arabiske kultur og ikke mindst ved at afskære befolkningen fra koranens skriftsprog. Da det trak op til krig med Aksemagterne, ændrede man i 1939-40 alfabetet til en modificeret form af det kyrilliske alfabet, som stort set har bibeholdt sig til i dag. Denne skæbne har tadsjikisk delt med andre ikke-slaviske sprog. Efter Tadsjikistans uafhængighed fra Sovjetunionen 1. september 1991 blev der med den nationalistiske medvind i landet besluttet at vende tilbage til det arabiske alfabet i den persiske variant. Da kun de allerfærreste tadsjikker behersker det arabiske alfabet, er kyrillisk de facto fortsat som Tadsjikistans alfabet.

## Ordforråd
Eksempler
| Tadsjikisk                 | моҳ (mōh)           | нав (naw)           | модар (mōdar)       | хоҳар (xͮōhar)       | шаб (šab)           | бинӣ (bīnī)         | се (se)             | сиёҳ (siyōh)        | сурх (surx)                    | зард (zard)         | сабз (sabz)         | гург (gurg)         |
| Andre iranske sprog        | Andre iranske sprog | Andre iranske sprog | Andre iranske sprog | Andre iranske sprog | Andre iranske sprog | Andre iranske sprog | Andre iranske sprog | Andre iranske sprog | Andre iranske sprog            | Andre iranske sprog | Andre iranske sprog | Andre iranske sprog |
| -------------------------- | ------------------- | ------------------- | ------------------- | ------------------- | ------------------- | ------------------- | ------------------- | ------------------- | ------------------------------ | ------------------- | ------------------- | ------------------- |
| Farsi                      | ماه māh             | نو now              | مادر mādar          | خواهر xāhar         | شب šab              | بينى bīnī           | سه se               | سياه siyāh          | سرخ/قرمز qermez/sorx           | زرد zard            | سبز sabz            | گرگ gorg            |
| Pashto                     | myāsht              | nəwai               | mōr                 | khōr                | shpa                | pōza                | dre                 | tōr                 | sur                            | zyarr               | shin, zarghun       | lewə                |
| Andre indoeuropæiske sprog |                     |                     |                     |                     |                     |                     |                     |                     |                                |                     |                     |                     |
| Dansk                      | måned               | ny                  | mor                 | søster              | nat                 | næse                | tre (3)             | sort                | rod                            | gul                 | grøn                | ulv                 |
| Armensk                    | ամիս amis           | նոր nor             | մայր mayr           | քույր quyr          | գիշեր gisher        | քիթ qit             | երեք ereq           | սեվ sev             | կարմիր karmir                  | դեղին deghin        | կանաչ kanach        | գայլ gayl           |
| Latin                      | mēnsis              | novus               | māter               | soror               | nox                 | nasus               | trēs                | āter, niger         | ruber                          | flāvus, gilvus      | viridis             | lupus               |
| Oldgræsk                   | μήνας minas         | νέος neos           | μητέρα mitera       | αδελφή adhelfi      | νύχτα nihta         | μύτη miti           | τρία tria           | μαύρος mavros       | κόκκινος kokkinos              | κίτρινος kitrinos   | πράσινος prasinos   | λύκος likos         |
| Russisk                    | месяц mesiats       | новый novyj         | мать mat            | сестра sestra       | ночь notsj          | нос nos             | три tri             | чёрный tsjornyj     | красный, рыжий krasnyj, ryzjyj | жёлтый zjoltyj      | зелёный zeljonyj    | волк volk           |
| Hindi                      | महीना mahīnā          | नया nayā             | माँ māṃ               | बहन bahan           | रात rāt              | नाक nāk              | तीन tīn              | काला kālā             | लाल lāl                         | पीला pīlā             | हरा harā             | भेड़िया bheṛiyā         |